# Monteverdi Berlinetta
Die Monteverdi Berlinetta ist ein zweisitziger Sportwagen des Schweizer Automobilherstellers Monteverdi, der von 1972 bis 1976 angeboten und in geringer Stückzahl produziert wurde. Mit vergleichbarer Antriebstechnik und Stilelementen, die an die Berlinetta erinnerten, erschien 1975 zudem ein Cabriolet, das die Bezeichnung Palm Beach erhielt.

## Entstehungsgeschichte
Die Berlinetta war in technischer Hinsicht ein Mitglied der High Speed 375-Reihe, die Monteverdi seit 1967 in verschiedenen Serien produzierte. Sie stellte eine Weiterentwicklung des High Speed 375 S dar, dessen Fahrwerk und Karosseriestruktur sie im Wesentlichen übernahm.
Die Berlinetta war das dritte geschlossene Modell, das auf Monteverdis Chassis mit kurzem Radstand ruhte: Von 1967 bis 1968 hatte Monteverdi die erste Version des 375 S mit einer Karosserie von Pietro Frua angeboten; die zweite Version, ein von 1969 bis 1971 hergestelltes Auto gleichen Namens, war dagegen eigenständig von Fissore eingekleidet worden.
Der kurze 375 S hatte bei Monteverdi seit 1969 eine Sonderstellung eingenommen. Er war als reiner Zweisitzer sportlicher und handlicher als der 2+2-sitzige High Speed 375 L mit längerem Radstand, war aber weit weniger erfolgreich. Während Monteverdi den 375 L ab 1969 jährlich in deutlich zweistelligen Stückzahlen verkaufen konnte, wurden zwischen 1969 und 1971 lediglich sechs Fahrzeuge vom Typ 375 S mit Fissore-Karosserie abgesetzt.
Für den Firmeninhaber Peter Monteverdi erklärte sich der gegenüber dem 375 L geringere Erfolg des 375 S vor allem aus der eigenständigen Frontpartie des kurzen Modells, die er – obwohl er sie selbst entworfen hatte – wegen der zurückversetzten Scheinwerfer und der auffälligem, als Haifischmaul bezeichneten Kühleröffnung bald als unattraktiv empfand.  Monteverdi versuchte daraufhin im Frühjahr 1971, die Attraktivität des „kurzen“ Sportwagens durch eine teilweise neu gezeichnete Karosserie und durch eine technische Aufwertung des Modells zu erhöhen. Er entwickelte den bekannten 375 S dabei vor allem im Hinblick auf aktive und passive Sicherheit weiter. Das so entstandene neue Modell, das 1972 vorgestellt wurde, erhielt die Bezeichnung Monteverdi Berlinetta; auf einen Namenszusatz, der die Zugehörigkeit zur Modellfamilie High Speed 375 dokumentieren konnte, wurde indes verzichtet.

## Modellbeschreibung

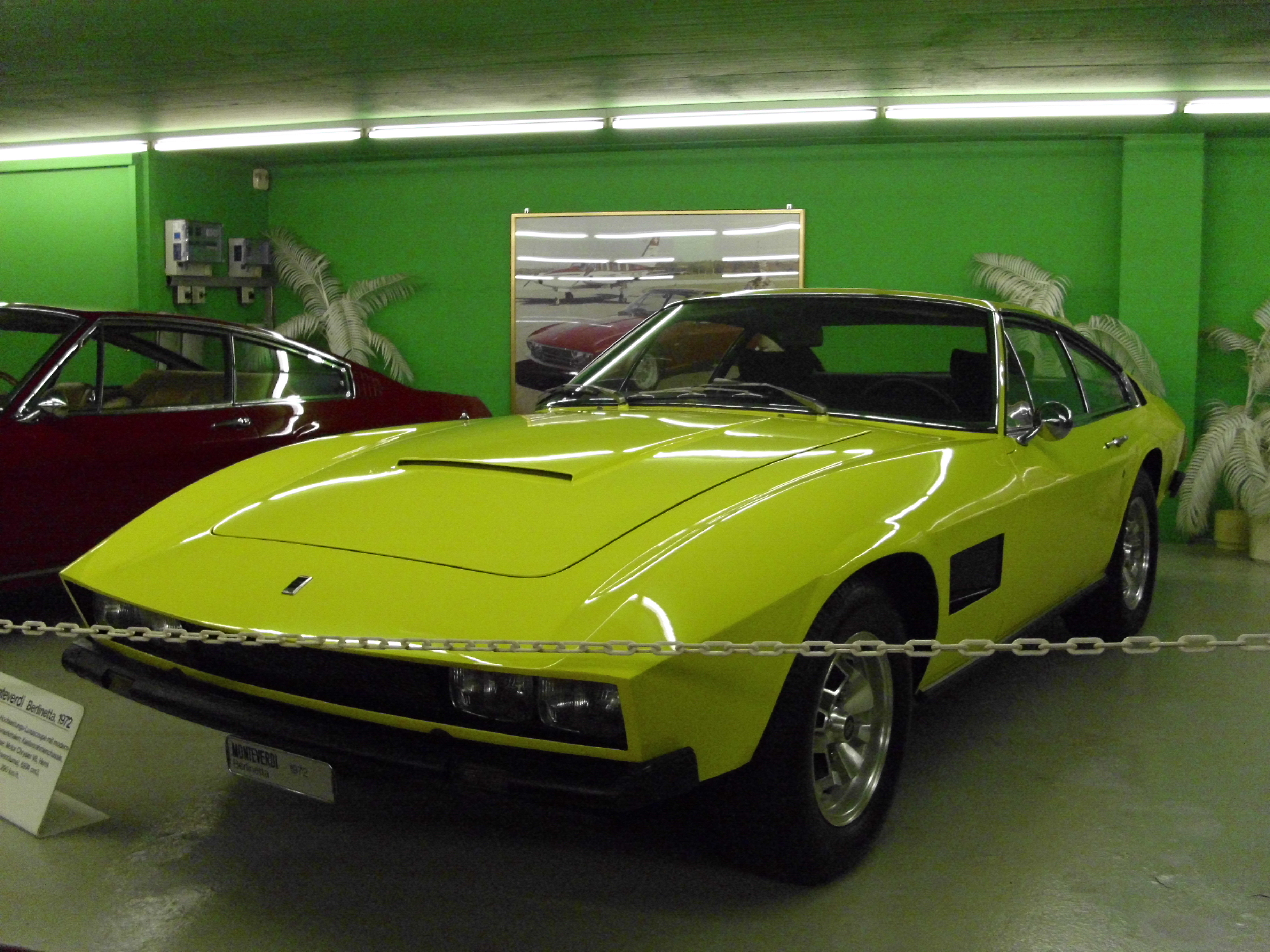
Einer der drei Monteverdi Berlinetta

Das Fahrgestell, die Aufhängung und die Karosserie im Bereich der Fahrgastzelle und des Kofferraums übernahm die Berlinetta von dem bekannten 375 S.
Der von Monteverdi entworfene Rohrrahmen, der seit 1967 die Basis aller High Speed 375-Modelle bildete, wurde für die Berlinetta erneut verwendet. Allerdings erhielt er im mittleren Teil Verstärkungen durch einen zusätzlichen Y-förmigen Träger. Die Verformungsresistenz des Innenraums wurde zudem durch einen Überrollbügel sowie einen Querträger auf der Höhe des Armaturenbretts erhöht. Zu den weiteren, die Sicherheit der Fahrgäste erhöhenden Neuerungen zählten eine verbesserte Beleuchtung durch größere Leuchteinheiten, Verbundglasfenster, ein Lenkrad mit Pralltopf, versenkt angeordnete Armaturen sowie ein selbst aktivierender, über Wärmefühler operierender Feuerlöscher. Schließlich bot Monteverdi eine Tonbandanlage an, die bei Bedarf in mehreren Sprachen auf nicht angelegte Sicherheitsgurte hinwies.
Als Antrieb diente ein 7,0 Liter großer Achtzylindermotor von Chrysler (Typ Hemi), der 390 PS abgab. Er war nun weiter an der Fahrzeugfront angeordnet, wodurch sich die Geräuschisolierung und der Wärmehaushalt verbesserten. Diese Modifikationen wurden künftig auch dem 375 L und dem 375/4 zuteil, die in bestimmten Situationen bislang unter thermischen Problemen gelitten hatten. Ab 1974 war zudem wieder der bereits aus den früheren Modellen bekannte 7,2 Liter große Achtzylindermotor (Typ Magnum) verfügbar, der 340 PS leistete.
Optisch unterschied sich die Berlinetta vom 375 S und vom 375 L durch eine neu gestaltete, eigenständige Frontpartie. Die Wagenlinie fiel im vorderen Bereich stark ab. Der über die gesamte Wagenbreite reichende Kühlergrill war niedrig. In ihn integriert waren vier rechteckige Halogenscheinwerfer, für die eine Wisch-Wasch-Einrichtung vorgesehen war. Die Stoßstangen waren breit und mit Gummi ummantelt; die Blinker waren in die Stoßstangen eingelassen. Der Prototyp hatte an den Seiten zusätzliche Blinker, die in die Wagenflanken hineinreichten; spätere Modelle wiesen dieses Detail nicht auf. Ein besonderes Merkmal der Berlinetta waren große Kühlluftöffnungen in den vorderen Kotflügeln, die – anders als beim 375 S und beim 375 L – nicht vergittert waren.
Die Fahrgastzelle und die Verglasung entsprach dem bisherigen 375 S. Am Heck fanden sich nun breite Rückleuchten vom Triumph TR6, die später auch bei einigen Modellen des 375 L und des 375/4 verwendet wurden. An der Heckscheibe war ein Scheibenwischer installiert.

## Produktion
Monteverdi stellte die Berlinetta auf dem Genfer Auto-Salon 1972 der Öffentlichkeit vor. Der Kaufpreis wurde mit 75.000 Schweizer Franken angegeben. Die Berlinetta wurde bis 1976 in Monteverdis Programm geführt.
Wie viele Berlinettas hergestellt wurden, ist unklar. Eine Quelle geht davon aus, dass insgesamt nicht mehr als 10 Exemplare der Berlinetta produziert wurden. Der Monteverdi-Club geht davon aus, dass insgesamt drei Berlinetta hergestellt wurden. Alle drei Autos existieren im 21. Jahrhundert noch:
- ein Fahrzeug mit Blinkern in den vorderen Kotflügelenden und versenkten Türgriffen des Alfa Romeo GTV,[8]
- ein Fahrzeug ohne Blinker in den vorderen Kotflügeln mit Klapptürgriffen von Fiat. das Fahrzeug hat einen über die Wagenflanke verlaufenden breiten schwarzen Zierstreifen, der zeitweise die Aufschrift Monteverdi trägt. Es wird regelmäßig auf Ausstellungen gezeigt und dient als Motiv für Fotoreportagen.[9][10]
- ein Fahrzeug ohne Blinker in den vorderen Kotflügeln mit Bügeltürgriffen. Dieses Exemplar stand bis zu dessen Schließung in Monteverdis Museum in Binningen.

## Monteverdi Palm Beach
1975 stellte Peter Monteverdi eine Cabrioletversion mit kurzem Radstand vor, die an der Front- und Heckpartie die Gestaltungsmerkmale der Berlinetta aufgriff. Das als Monteverdi Palm Beach bezeichnete Auto ist ein Einzelstück und damit das seltenste Fahrzeug von Monteverdi.